# Palermo (Montevideo)
Palermo  è un barrio di Montevideo, capitale dell'Uruguay.

## Posizione
Palermo confina ad ovest con il Barrio Sur, a nord con Cordón e ad est con Parque Rodó, mentre a sud è delimitato dalla costa atlantica.

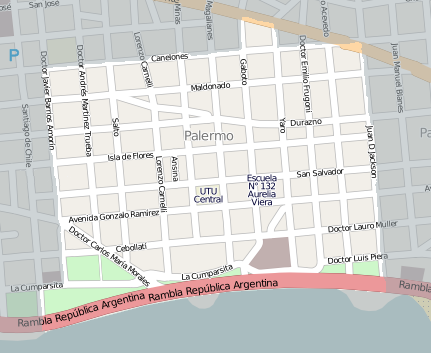
Mappa delle vie di Palermo (Montevideo)

## Storia
Il nome ha origine dalla città omonima. Una delle prime attestazioni di questo nome risale ad un cartello del 1865: "Almacén de Comestibles de la Nueva Ciudad de Palermo" (Negozio di alimentari della nuova città di Palermo), di proprietà di una famiglia di immigrati siciliani lungo il "Camino de la Igualdad" (ora "calle Aquiles Lanza")..
Il quartiere fu residenza di numerosi immigrati italiani che arrivarono in città nel XX secolo e anche di immigrati spagnoli e d'altre parti d'Europa.
Dopo l'abolizione della schiavitù, fu anche popolato da un numero significativo di Afrouruguayo.

## Aspetti caratteristici
È la sede della Scuola di Arti e Commercio, emanazione dell'ALADI (Asociación Latinoamericana de Integración) e del Palazzo che ospita il Parlamento del Mercosur (il Mercato Comune dei Paesi dell'America meridionale).

## Monumenti e luoghi d'interesse
- Chiesa e convento di Sant'Antonio e Santa Chiara (Chiesa cattolica, Ordine dei frati minori cappuccini)
- Chiesa parrocchiale dell'Orto di San Giuseppe (Chiesa cattolica)